# 小野周
小野 周（おの しゅう、1918年（大正7年）9月5日 - 1995年（平成7年）4月24日）は、日本の物理学者。学位は、理学博士（九州大学、1951年）（学位論文「臨界現象及び表面現象の統計熱力学」）。東京大学名誉教授。元群馬大学学長。日本物理学会会長を3期3年間務めた。勲二等旭日重光章受章。福岡県福岡市生まれ。

## 略歴
- 1918年 - 病理学者小野興作の長男として生まれる。放射線医学者の小野庸、家畜病理学者の小野威は弟。
- 1942年 - 九州帝国大学理学部物理学科卒業。
- 九州帝国大学大学院工学研究科応用物理学専攻博士課程修了。
- 1945年 - 九州大学工学部助教授
- 1954年 - 東京大学教養学部助教授
- 1963年 - 東京大学教授（1979年定年退官）
- 1981年-1985年 - 群馬大学学長。
- 液体の統計力学、表面張力理論、相変化の統計力学などの研究において、さまざまな業績を残した。
- 日本学術会議会員（4部副部長）、物理学会会長（3期）を勤める。(93-03)
- ベルギー大学客員、トルコ・アンカラ大学客員（東京大学助教授時代）
- 東京大学退官後、東京大学名誉教授。エジプト・カイロ大学、アレクサンドリア大学客員教授
- 1991年、勲二等旭日重光章を受章。

## 著書
- 考える理科10話 小野周 著. 岩波書店、1980.11
- 原子力 : 繁栄への道か破滅への道か 小野周 著. 文新社、1980.7. 環境問題シリーズ ; 5
- 原発事故の手引 小野周、安斎育郎 編. ダイヤモンド社、1980.3
- 軽水炉の安全性 : 米国物理学会研究グループ報告 軽水炉安全性研究グループ 著 ; 小野周 訳. 講談社、1979.4
- 学びの原点へ : 明星自由大学講座. 2 明星学園 編. 新泉社、1978.12

## 図書
- われわれは原発と共存できるか : 原子力論争の背景
- マッキンレー・C.オルソン 著 ; 小野周, 長尾正良 共訳. 講談社、1977.11
- 原子力発電の安全性 原子力安全問題研究会 編. 岩波書店、1975
- 熱力学 小野周 著. 岩波書店、1975
- 温度とはなにか 小野周 著 ; 村田道紀 絵. 岩波書店、1971 岩波科学の本
- 現代物理学演習講座. 1 小野周 等編集. 共立出版、1972
- 科学者のためのFORTRAN 田中一、小野周、国井利泰 共著.総合図書、1969
- 物理学 : -力学から物性論までー ランダウ、アヒェゼール、リフシッツ 著 ; 小野周、豊田博慈 訳. 岩波書店、1969
- 明治図書講座=現代科学入門. 第2巻. 明治図書出版、1968
- 岩波講座基礎工学. 岩波書店、1967-1971. 力学部門―小野周著作
- 原子の世界の秩序と無秩序
- ア・イ・キタイゴローツキー 著 ; 小野周、小林茂樹 訳.東書、1967.科学普及新書
- 工業熱力学　ヴェ・スシュコフ 著 ; 小野周 訳. 東京図書、1966
- 物理学 : 演習中心　小野周、遠藤真二、小出昭一郎 共著. 東京大学出版会、1963
- 現代物理学演習講座. 第8　小野周 等編.　共立出版、1961.（責任表示 小野周）
- 現代物理学演習講座. 第7　小野周 等編.　共立出版、1960.
- 現代物理学演習講座. 第6　小野周 等編.　共立出版、1960.
- 現代物理学演習講座. 第5　小野周 等編.　共立出版、1960.
- 現代物理学演習講座. 第4　小野周 等編.　共立出版、1959.
- 現代物理学演習講座. 第3　小野周 等編.　共立出版、1959.
- 現代物理学演習講座. 第2　小野周 等編.　共立出版、1959.
- 現代物理学演習講座. 第1　小野周 等編.　共立出版、1959.
- 電磁気学 : 演習宮島龍興 編.1961.6.現代物理学演習講座 / 小野周、高橋秀俊、伏見康治、宮島龍興 編 ; 共立出版
- 大学教養演習講座　物理学 小谷正雄、小野周 編.青林書院、1961.
- 統計熱力学とその化学への応用 大森恭輔、小野周 共著.
- 表面張力（物理学one point）みすず書房、1957.
- 理論物理学新講座. 第13巻 朝永振一郎、伏見康治 編 弘文堂、1954.
- サイバネティックス : 境界領域としての考察　北川敏男 編. みすず書房、1953.
- 小野周 エントロピー
- 化学物理学 : 統計熱力学とその化学への応用 大森恭輔、小野周 共著. 共立出版